# محیطاب
محیطاب، روستایی از توابع بخش سیمکان شهرستان جهرم در استان فارس ایران است.

## جمعیت
این روستا در دهستان پل به پایین قرار دارد و براساس سرشماری مرکز آمار ایران در سال ۱۳۸۵، جمعیت آن ۱۹۰ نفر (۳۵خانوار) بوده‌است.